# Seznam črnogorskih vladarjev
Družina Petrović je vladala Črni gori od leta 1697 do 1918, najprej kot knezoškofi (vladika), od leta 1852 kot knezi in od leta 1910 kot kralji.
Tudi po turški osvojitvi Balkana v 15. stoletju so črnogorska plemena, ki so obdržala staro patriarhalno družbeno ureditev, živela bolj ali manj neodvisno. Osmani so se zadovoljili zgolj s formalnim gospostvom nad Črno goro. Povezovalna simbolna avtoriteta plemen je bil knezoškof (vladika) na Cetinju. Z vladikami so Črnogorci razvili lastno obliko teokracije, ki je lahko delovala in se razvijala le s soglasjem vodilnih črnogorskih klanov. Cerkveni red se je začel leta 1697 v rodbini Petrović; iz njih se je v 19. stoletju razvila črnogorska vladarska dinastija Petrovići.
- Danilo I., 1697-1735. Za cetinjskega škofa ga je postavil srbski patriarh Arsenije III. Crnojević. Združil je gorska plemena in dosegel napol samostojno državo Črno goro.
- Vasilije, 1750-1766.
- Petar I. Njegoš, 1782-1830. Bil je vojno proti Osmanom kot tudi proti Francozom. Kot njegov predhodnik je osvobodil gorska plemena in poskusil opustiti krvno maščevanje. Leta 1796 je objavil prvi črnogorski pisani zakonik. V Evropi in še posebej Rusiji je skušal promovirati zamisel o srbskem carstvu, v katerega bi bila vključena tudi Črna gora, pod okriljem ruske dinastije Romanov.
- Petar II. Petrović Njegoš, 1830-1851. Umrl je zelo kmalu, v 38. letu. Šteje med največje črnogorske pesnike, napisal je Gorski venec (Gorski vijenac), Lažni car Šćepan Mali in druga dela. Sodobni črnogorski državi je položil upravne temelje.
- Danilo I. Petrović Njegoš, 1852-1860. Zadnji vladika (1852) in prvi posvetni knez Črne gore. Leta 1858 je pri Grahovem premagal Osmane. Zaradi maščevanja je bil ubit v atentatu leta 1860.
- Nikola I. Petrović Njegoš, Od 1860-1910 knez in od 1910-1918 (pravzaprav le do 1916, a po svojem prepričanju do smrti 1921) prvi kralj Črne gore. Od vseh Petrovićev je Nikola vladal najdlje. Pod njegovo vladavino je leta 1878 Berlinski kongres Črni gori priznal neodvisnost od Osmanskega imperija. Črno goro je razširil do obalnega mesta Bar in priključil tako imenovano »Staro Hercegovino«, današnji severni del Črne gore. Podprl je srbski vstaji v Hercegovini v letih 1875 in 1881. Skupaj s Srbijo je vstopil v obe balkanski vojni, kot tudi v I. svetovno vojno. Po porazu Srbije leta 1915 so sile osi zasedle tudi Črno goro. Kralj Nikola se je z vlado najprej umaknil v zavezniško Italijo, od tam pa v Francijo. Nikola je bil privrženec skupne države s Srbijo, najprej pod njegovim vodstvom, pozneje po zgledu nemškega rajha z dvema suverenima kraljevinama. Leta 1918 se je zaman upiral priključitvi Črne gore Srbiji in je ni priznal vse do svoje smrti.
- Mirko Petrović-Njegoš (drugi sin kralja Nikole), je leta 1916 kot edini pripadnik dinastije ostal v Črni gori in, z vednostjo očeta ali brez nje, skušal skleniti separatni mir z Avstro-Ogrsko. Kljub temu je med vojno leta 1918 umrl v Avstriji.
- Danilo II. Petrović (najstarejši sin kralja Nikole), prestolonaslednik Črne gore. Po smrti svojega očeta leta 1921 se je princ Danilo v francoskem pregnanstvu razglasil za »kralja Črne gore«, vendar je po nekaj dnevih naslov prepustil svojemu nečaku Mihailu. Umrl leta 1939.
- Mihailo I. Petrović Njegoš (sin princa Mirka in vnuk kralja Nikole), je bil razglašen za »kralja Črne gore« v pregnanstvu leta 1921, kar pa je leta 1922 postalo relativno nepomembno, saj je vlada v izgnanstvu razpadla. Umrl leta 1986 v Franciji.